# 柔毛龙眼独活
柔毛龙眼独活（学名：Aralia henryi）是五加科楤木属的植物，为中国的特有植物。分布于中国大陆的陕西、发、安徽、四川、湖北等地，生长于海拔1,500米至2,300米的地区，见于森林下，目前尚未由人工引种栽培。